# Phyllis Smith
Phyllis Smith, född 10 juli 1951 i St. Louis i Missouri, är en amerikansk skådespelerska. Hon är känd för att mellan 2005 och 2013 ha spelat rollen som Phyllis Vance i The Office. Hon har även medverkat i bland annat långfilmen Bad Teacher (2011) där hon spelar Lynn Davies mot Cameron Diaz.